# بشرى الفاضل
الدكتور بشرى الفاضل (من مواليد قرية أرقي بالولاية الشمالية بالسودان سنة 1952) عاش في ولاية الجزيرة قرية ود البر الخوالدة ودرس في مدرسة ودرحمة الخوالدة ثم انتقل إلى المرحلة الوسطى في المدينة عرب هو كاتب وشاعر سوادني.
تعلم بشرى الفاضل اللغة الروسية في روسيا وحصل على درجة الدكتوراه فيها، ثم عمل محاضرًا للغة الروسية بكلية آداب جامعة الخرطوم إلى أن فُصل في أوائل تسعينيات القرن العشرين مع غيره من الطلبة والأساتذة في أعقاب احتجاجات على انقلاب عمر البشير العسكري، فانتقل للعيش في المملكة العربية السعودية.حاز على جائزة الطيب صالح العالمية للإبداع الكتابي في العام 2011 عن قصته «فوق سماء البندر»، كما حصل على جائزة كين للكتابة الأفريقية سنة 2017 عن قصته «حكاية البنت التي طارت عصافيرها».

## من أعماله
- حكاية البنت التي طارت عصافيرها (مجموعة قصصية)
- الحصان الطائر (قصص أطفال)
- قصائد في الظل
- فوق سماء البندر (قصص فصيرة)